# Solidaridad Nacional (periódico)
Solidaridad Nacional fue un periódico español editado en Barcelona entre 1939 y 1979. Nacido en los estertores de la Guerra civil, durante la dictadura franquista el diario formó parte de la cadena de prensa del «Movimiento» y se convirtió en el principal portavoz del Sindicato Vertical en Barcelona. Sus páginas acogieron las colaboraciones de diversos autores. 
Tras la muerte de Franco el diario entró en una fuerte crisis y terminaría desapareciendo.

## Historia
En junio de 1936 ya había circulado en Barcelona —de forma clandestina— el semanario falangista Solidaridad Nacional, bajo la dirección del periodista Maximiano García Venero. Llegó a publicar 3 números; su último número apareció el 18 de julio de 1936, dejando de circular tras el estallido de la Guerra Civil.
El diario Solidaridad Nacional sería fundado en Barcelona a comienzos de 1939, en plena contienda todavía. Su primer número apareció el 14 de febrero de ese mismo año. El diario se editó en lugar del prohibido Solidaridad Obrera, antiguo órgano anarquista de la CNT-FAI, y de hecho lo hizo usando la infraestructura del antiguo periódico anarquista. De ideología marcadamente falangista, el diario pertenecía a FET y de las JONS y posteriormente se integraría en la Cadena de Prensa del Movimiento.
Durante los primeros años de existencia el periodista Luys Santa Marina destacó en la dirección de Solidaridad Nacional, cargo que ejerció hasta 1963. En esta primera época, coincidiendo con el fervor franquista de la posguerra y los años de la Segunda Guerra Mundial, el diario llegó a alcanzar tiradas de 100.000 ejemplares. Sin embargo, con posterioridad las cifras de ventas se reducirían considerablemente, aunque seguiría siendo uno de los principales diarios barceloneses.
El 29 de noviembre de 1946 la sede del periódico sufrió un atentado con bomba que dejó dos trabajadores muertos.
Tras la muerte de Franco, Solidaridad Nacional entró en una fuerte decadencia. Ya en 1974 su número de lectores había bajado mucho, lo que dejó al diario con unas 5.400 tiradas diarias. Desde la dirección se intentó llevar a cabo un cambio en la línea editorial, pero esto no tuvo efecto y la pérdida de lectores continuó. Integrado en el organismo público Medios de Comunicación Social del Estado, en junio de 1979 el gobierno decidió el cierre del diario debido a las continuas pérdidas económicas y al reducido número de lectores que todavía conservaba, lo que hicieron inviable su existencia. Para 1978 su tirada media fue de apenas 2811 ejemplares.
Su último número fue publicado el 16 de junio de 1979. Junto a Solidaridad Nacional también se clausuró otro diario barcelonés del Movimiento, La Prensa.

### Colaboradores
En sus páginas colaboraron autores como Camilo José Cela, Manuel Vázquez Montalbán, Luis Bertrán y Pijoan, Luis Marsillach, Robert Saladrigas, Magda Solé, Enrique Rubio, Feliciano Baratech, José Corominas Colet, Alfredo Rueda, Martín de Riquer, Rafael López Espí, Carlos Pérez de Rozas y Elisabeth Mulder, entre otros.

## Directores
| Nombre                      | Duración  | Notas       |
| --------------------------- | --------- | ----------- |
| Jesús Ercilla               | 1939      | Provisional |
| Luys Santa Marina           | 1939-1963 |             |
| José Ramón Alonso           | 1963-1965 |             |
| Fernando Ramos              | 1965-1967 |             |
| Clemente Pamplona Blasco    | 1967-1969 |             |
| Federico Gallo Lacárcel     | 1969-1972 |             |
| Luis Climent                | 1973-1975 |             |
| Francisco Gutiérrez Latorre | 1975-1979 |             |